# Meridian (hrabstwo Logan)
Meridian – miasto w Stanach Zjednoczonych, w stanie Oklahoma, w hrabstwie Logan.